# Electron
Den här sidan handlar om fågelsläktet, för elementarpartikeln, se Elektron.
Electron är ett fågelsläkte i familjen motmoter inom ordningen praktfåglar. Släktet omfattar endast två arter som förekommer från sydöstra Mexiko till Brasilien:
- Kölnäbbad motmot (E. carinatum)
- Brednäbbad motmot (E. platyrhynchum)